# Norbert Möslang
Norbert Möslang (St. Gallen, 6 oktober 1952 is een Zwitserse musicus (sopraansaxofoon, contrabasklarinet en elektronica) in de geïmproviseerde muziek. Tevens is hij vioolbouwer.
Möslang kreeg pianoles en leerde als autodidact sopraansaxofoon en contrabasklarinet. Van 1972 tot 2003 vormde hij een duo met Andy Guhl, vanaf 1984 opererend onder de naam Voice Crack. Uitgebreid met eRikm en Günter Müller werkte de groep onder de naam poire_z. Voice Crack was een baanbrekend elektronica-duo, dat werkte met zelfgebouwde en aangepaste elektronische instrumenten. Het duo werkte samen met onder meer Borbetomagus.
Een van de uitgangspunten van Möslang (en Voice Crack) is het gebruik van wat de Zwitser "cracked everyday electronics" noemt. De geluiden van dergelijke alledaagse objecten (bijvoorbeeld van een digitaal horloge of eletronisch speelgoed) worden bewerkt en vormen de basis van improvisaties. Ook gebruikt hij wel natuurlijke geluiden, zoals water, als basis voor muziek.
In 2002 bracht Möslang zijn eerste solo-cd uit, "Distilled". Möslang heeft gewerkt met onder andere Toshimaru Nakamura, Jim O'Rourke, Otomo Yoshihide, Keith Rowe, violist Carlos Zingaro en Irène Schweizer.
De Zwitser schreef muziek voor de film "Das Summen der Insekten" (van Peter Liechtis, 2010) en kreeg daar een Swiss Film Award voor in de categorie 'beste filmmuziek'.
Möslang maakt violen en is ook actief als fotograaf.

## Discografie (selectie)
- Distilled, Aesova, 2002
- Boom_Box (met Günter Müller, GROB, 2004
- Capture, Cut (platenlabel), 2004
- Lat_Nc, For 4 Ears, 2004
- burst log (bewerking eerste 3 stukken van 'Lat_Nc'), For 4 Ears, 2006
- Wild_Suzuki, (met Müller), For 4 Ears, 2006
- Signal To Noise, Vol. 5 (met Müller, Jason Kahn en Aube, For 4 Ears, 2007
- Header_Change, Cut, 2007
- The Sound of Insects, Bots, 2011
- Stodgy (met eRikm, Mikroton Recordings, 2011
- Indoor_Outdoor, Ideologic Organ, 2012
- Hai Kein Wal (met Beni Bischof, 2013
- Killer_kipper, Cave 12, 2013
- Fuzz_Galopp, Bocian Records, 2013

Voice Crack en poire_z:
zie lemma over Voice Crack

## Bron
- Website Norbert Möslang
- Recensie album "Indoor_Outdoor", door Sven Schlijper, 2013}

- Bibliothèque nationale de France: cb16242045m (data)
- Gemeinsame Normdatei: 123246660
- International Standard Name Identifier: 0000 0001 0974 0150
- Library of Congress Control Number: no98005061
- MusicBrainz: 4aeb90c6-61ff-495e-aaaa-173dc6da37bc
- RKD-Nederlands Instituut voor Kunstgeschiedenis: 232874
- SIKART: 9745209
- Système universitaire de documentation: 244025304
- Virtual International Authority File: 55050442
- WorldCat: E39PBJdCtY9tRXVg7vBqTxBtrq